# 웨이스트 랜드 (2010년 영화)
《웨이스트 랜드》(Waste Land)는 2010년 공개된 다큐멘터리 영화이다. '웨이스트 랜드'는 브라질 리우데자네이루 외곽에 있는 세계 최대 쓰레기 매립지 자르딤 그라마초를 배경으로 한 다큐멘터리 영화다.

## 줄거리
영화는 유명 예술가 빅 무니즈가 이곳을 방문하여, 매립지에서 재활용품을 수거하는 '카타도르'들과 협업하는 과정을 담고 있다. 무니즈는 카타도르들이 수집한 쓰레기를 활용해 예술 작품을 만들고, 그 작품 사진을 판매하여 얻은 수익을 카타도르 협동조합인 ACAMJG에 기부한다. 이 협동조합은 영화에 등장하는 카타도르 중 한 명인 세바스티앙이 설립하고 이끌고 있다. 영화는 단순히 예술 프로젝트를 보여주는 데 그치지 않고, 쓰레기 더미 속에서 삶을 이어가는 카타도르들의 열정적이고 강인한 모습을 포착한다. 또한, 그들의 협동적인 노력과 예술을 통해 변화를 만들어가는 과정을 보여준다. 영화가 수상한 상금 역시 ACAMJG에 기부되어, 영화 자체가 하나의 사회적 변화를 위한 매개체가 된다.

## 출연

### 주연
- 빅 뮤니츠

## 기타
- 공동제작: 피터 마틴
- 협력프로듀서: 에밀리아 멜로
- 공동연출: 카렌 할리
- 공동연출: 주앙 자르징